# Roger Sherman
Pour les articles homonymes, voir Sherman.

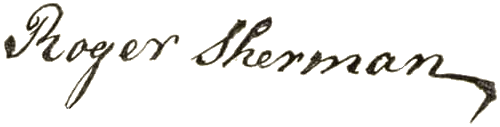
Signature de Roger Sherman

Roger Sherman, né le 19 avril 1721 et mort le 23 juillet 1793, est un homme politique et avocat américain, un des pères fondateurs des États-Unis. Il est la seule personne à avoir signé les quatre grands documents d'État des États-Unis : l'Association continentale, la Déclaration d'indépendance, les Articles de la Confédération et la Constitution. Sherman a également été représentant pour le Connecticut de 1789 à 1791 puis sénateur du même État entre 1791 et 1793.

## Biographie
Roger Sherman est né à Newton dans l'État du Massachusetts, au nord-est des États-Unis. Il commença sa vie comme cordonnier, mais s'intéressait beaucoup à la connaissance : il eut accès à la bibliothèque de son père et reçut la protection du révérend Samuel Danbar. En 1743, après la mort de son père, il déménage avec sa mère à New Milford (Connecticut) où il ouvre une boutique en association avec son frère. Il devint rapidement l'un des notables de la ville en acceptant la charge d'arpenteur. Il rédigea plusieurs almanachs.
Il devint avocat à Litchfield (Connecticut) en 1754 et choisi pour être le délégué de New Milford à l'assemblée générale de la colonie. Il fut également trésorier de l'Université Yale. en 1783, il révise les lois du Connecticut avec Richard Law (en) et l'année suivante, il est élu maire de New Haven, poste qu'il occupa jusqu'à sa mort en 1793.
Le 11 juin 1776, le Second Congrès continental le nomme membre de la Commission des Cinq, chargée de rédiger le texte de la Déclaration d'indépendance des États-Unis. C'est lui qui propose le compromis du Connecticut rendant possible son adoption, proposant pour équilibrer la question de la représentativité des citoyens et celle des États, qu'on crée deux chambres, l'une avec deux sièges par État (Sénat) l'autre avec un siège pour 30 000 habitants (Chambre des représentants). Il limita aussi le rôle des États dans l'émission de la monnaie, en leur interdisant d'imprimer des billets de banque.  